# Maximilian Weiß (Handballspieler)
Maximilian Weiß (* 19. Oktober 1988 in Freiberg) ist ein deutscher Handballspieler.

## Karriere
Maximilian Weiß spielte zunächst beim 1. SV Concordia Delitzsch. 2009 wechselte er zum damaligen Bundesligaaufsteiger HSG Düsseldorf, mit dem er am Ende der Saison 2009/10 in die 2. Liga abstieg. Im Dezember 2011 verließ der 1, 96 Meter große Kreisläufer die HSG und schloss sich dem Bergischen HC an, mit dem er zur Saison 2013/14 in die 1. Liga aufstieg. Seinen zum Ende der Saison 2015/16 auslaufenden Vertrag verlängerte Weiß nicht und beendete damit seine Karriere.
Für die Saison 2018/19 läuft er für die HSG Bergische Panther in der 3. Liga auf.
Unter Trainer Martin Heuberger und Wolfgang Sommerfeld war er Teil der Junioren-Weltmeister-Mannschaft von 2009.

## Erfolge
- Junioren-Weltmeister 2009
- Aufstieg in die 1. Liga 2012/13